# Девід Малкольм Нотт
Девід Малкольм Нотт ((англ.)David Nott), (нар. 1956) — кавалер Ордена Британської імперії, член Королівського коледжу хірургів-ординаторів валлійський хірург-консультант, який переважно працює в лондонських лікарнях загальним та судинним хірургом, а також працює волонтером у зонах стихійних лих та воєнних дій. Усвідомивши, що навчання інших може значно розширити його можливості допомагати, Нотт разом із дружиною заснував Фонд Девіда Нотта для організації навчання з невідкладної хірургії для інших, хто працює в зонах військових дій та воєнних лих. Його було відзначено за цю роботу та названо «Індіаною Джонсом хірургії».

## Публікації
- Conflict and Catastrophe Medicine: A Practical Guide, Springer, 2014, ISBN 9781447129271
- War Doctor: Surgery on the Front Line, Picador, 2019, ISBN 9781509837038 In February 2019, War Doctor was BBC Radio 4's Book of the Week.[1]

## Інтернет-ресурси
- The David Nott Foundation — his charitable foundation which provides medical training for disasters and wars
- Desert Island Discs — his favourite records and interview by Kirsty Young, first broadcast on 5 June 2016